# Anisogaster nigrostrigatus
Anisogaster nigrostrigatus är en skalbaggsart som beskrevs av Leon Fairmaire 1897. Anisogaster nigrostrigatus ingår i släktet Anisogaster och familjen långhorningar.
Artens utbredningsområde är Madagaskar. Inga underarter finns listade i Catalogue of Life.